# Teatro Átila Costa
O Teatro Municipal Dr. Átila Costa é um teatro brasileiro, localizado dentro do Parque Municipal Waldyr Lobo, no município fluminense de São Pedro da Aldeia. É um dos maiores teatros da Região dos Lagos.
Inaugurado em dezembro de 2008, o teatro recebeu sua denominação em homenagem ao artista aldeense, Dr. Átila Soares da Costa.
O teatro segue um modelo moderno e arrojado de arquitetura, com uma área de 1.330,26m², e sua caixa cênica foi elaborada por José Dias. Possui palco italiano com 14mx8m e tem capacidade para 404 lugares, camarins, área para cenários e uma escola de artes, com quatro grandes salas para oficinas e salas de som, enquanto o seu salão de entrada é amplo e pode abrigar exposições de artes plásticas.